# Andy Kühne
Andy Kühne (Annaberg-Buchholz, 19 novembre 1987) è un ex fondista tedesco.

## Biografia
In Coppa del Mondo ha esordito il 31 dicembre 2010 a Oberhof (61°) e ha ottenuto l'unico podio il 6 febbraio 2011 a Rybinsk (3°).
In carriera ha partecipato a un'edizione dei Campionati mondiali di sci nordico, Val di Fiemme 2013 (44° nella 50 km il miglior risultato).

## Palmarès

### Coppa del Mondo
- Miglior piazzamento in classifica generale: 69º nel 2013
- 1 podio (a squadre):
  - 1 terzo posto